# Wat Senasanaram
Wat Senasanaram Ratchaworawihan (tiếng Thái: วัดเสนาสนารามราชวรวิหาร) là một ngôi chùa hoàng gia hạng nhất tại Hua Ro, Phra Nakhon Si Ayutthaya, Thái Lan. Các sư trụ trì thuộc về Dhammayuttika Nikāya.